# 欣賞
《欣賞》是香港歌手譚詠麟的第十八張國語專輯，於2017年4月20日發行，共有10首曲目，每一首國語歌都由譚詠麟與不同歌手合唱，包括中、港、台、星、馬各地譚詠麟所欣賞的歌手朋友，當中很多位歌手朋友都是第一次與譚詠麟合作。
譚詠麟出道40年來曾與不少歌手合作過，這專輯中集合了他一直很欣賞、喜歡和極具份量的歌手們，分別來自五個概括了全球華人所認識樂壇的主要地區，包括內地、香港、台灣、新加坡和馬來西亞，這個計劃可謂獨一無二，最困難之處是時間上的協調，跨地合作，加上與不同歌手討論和錄音時間。譚詠麟十分重視這次合作，除了親自監製、作曲外，還擔當聯絡人角色，與不同歌手開會討論，希望把這專輯做到盡善盡美。
這專輯中的10首歌曲有著不同題材，譚詠麟根據不同歌手而定，因人而異，做到百花齊放效果，譚詠麟甚至發掘歌手們的特性，展現他們音樂上的另一面，帶來新鮮感，譚詠麟自己亦嘗試不同唱腔，與各歌手合作產生更多創新元素，遠超自己的想像。
此專輯概念可能是模仿其已故好友梅艷芳生前最後一張個人音樂專輯《With》（另一可能性是後輩蘇永康1999年發行的合唱專輯《蘇永康的化妝間》）。

## 曲目
| 曲序     | 曲目                     |                    | 作曲          | 编曲                 | 製作人                   | 备注                                                             | 时长  |
| -------- | ------------------------ | ------------------ | ------------- | -------------------- | ------------------------ | ---------------------------------------------------------------- | ----- |
| 1.       | 等一個可能（陳潔儀合唱） | 顧芮寧             | 譚詠麟 顧芮寧 | Johnny Yim           | 譚詠麟 Johnny Yim        | 新加坡第一主打歌                                                 | 4:07  |
| 2.       | 型人道（李幸倪合唱）     | 顧芮寧             | Johnny Yim    | Johnny Yim           | 譚詠麟 Johnny Yim        | 馬來西亞第一主打歌                                               | 4:18  |
| 3.       | 明天何其多（陳奕迅合唱） | 崔恕               | 譚詠麟        | Jonnic Lee Thompsett | 譚詠麟 Johnny Yim        | 香港第一主打歌 Jonnic Lee编曲                                    | 4:12  |
| 4.       | 脫胎換骨（五月天合唱）   | 林夕               | 五月天冠佑    | 五月天 林依霖        | 譚詠麟 五月天 Johnny Yim | 台灣第一主打歌 五月天、林依霖编曲 五月天、譚詠麟、Johnny Yim监制 | 4:38  |
| 5.       | 遊子（A-Lin合唱）        | 崔恕 方文山 陳少琪 | 譚詠麟        | Johnny Yim           | 譚詠麟 Johnny Yim        |                                                                  | 3:50  |
| 6.       | 簡單是福（劉德華合唱）   | 劉德華             | 譚詠麟        | Johnny Yim           | 譚詠麟 Johnny Yim        | 香港第二主打歌                                                   | 3:22  |
| 7.       | 強者背後（譚維維合唱）   | 崔恕               | 譚詠麟 顧芮寧 | Johnny Yim           | 譚詠麟 Johnny Yim        |                                                                  | 3:48  |
| 8.       | 強求好嗎（丁噹合唱）     | 顧芮寧             | 顧芮寧        | Johnny Yim           | 譚詠麟 Johnny Yim        |                                                                  | 4:08  |
| 9.       | 觀（張學友合唱）         | 陳永鎬             | 譚詠麟        | Johnny Yim           | 譚詠麟 Johnny Yim        |                                                                  | 4:25  |
| 10.      | 地球人醒來吧（孫楠合唱） | 譚詠麟             | 譚詠麟        | Johnny Yim           | 譚詠麟 Johnny Yim        | 中國大陆第一主打歌                                               | 3:32  |
| 总时长： | 总时长：                 | 总时长：           | 总时长：      | 总时长：             | 总时长：                 | 总时长：                                                         | 40:49 |